# Betaprodin

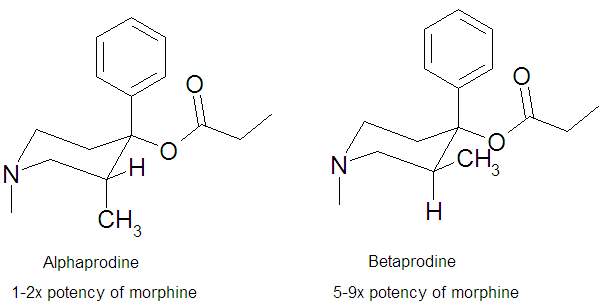
Strukturformel för betaprodin (höger) och alfaprodin (vänster).

Betaprodin, summaformel C16H23NO2, är en organisk kemisk förening som tillhör gruppen opioider. Alfaprodin och betaprodin är isomerer.
Betaprodin är narkotikaklassat och ingår i förteckning N I i 1961 års allmänna narkotikakonvention, samt i förteckning II i Sverige.